# Bezděkov pod Třemšínem
Bezděkov pod Třemšínem é uma comuna checa localizada na região da Boêmia Central, distrito de Příbram.